# Himani Shivpuri

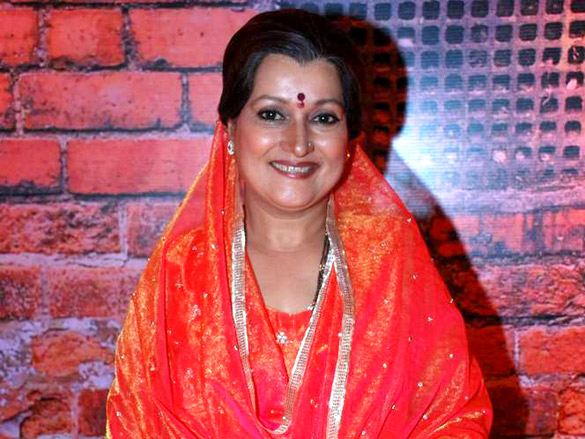
Himani Shivpuri (2012)

Himani Shivpuri (* 24. Oktober 1960 in Dehradun, Uttarakhand, Indien) ist eine indische Schauspielerin.

## Karriere
Shivpuri besuchte die Doon School in Dehradun, wo sie ihre Talente als Schauspielerin entdeckte. Danach besuchte sie die National School of Drama.
Als sie ihren Schulabschluss an der National School of Drama beendete, arbeitete sie in einem Repertoire-Unternehmen und machte 1984 ihr Filmdebüt mit Ab Ayega Mazaa, gefolgt von In Which Annie Gives It Those Ones. Zehn Jahre später gab sie ihr Fernsehdebüt mit der Serie Humrahi.

## Privates
Shivpuri lebt in Mumbai und ist die Witwe des Schauspielers Gyan Shivpuri († 1995) und Mutter eines Sohnes.

## Filmografie (Auswahl)

### Filme
- 1989: In Which Annie Gives It Those Ones
- 1993: Dhanwan
- 1994: Hum Aapke Hain Koun…!
- 1995: Dilwale Dulhania Le Jayenge – Wer zuerst kommt, kriegt die Braut
- 1998: Kuch Kuch Hota Hai – Und ganz plötzlich ist es Liebe
- 1995: Trimurti
- 2000: Hamara Dil Aapke Paas Hai
- 2001: In guten wie in schweren Tagen (Kabhi Khushi Kabhie Gham)
- 2006: Umrao Jaan

### Serien
- 1986: Yatra
- 2008–2009: Hamari Betiyoon Ka Vivaah